# خافيير زامبرانو إليزوندو
خافيير زامبرانو إليزوندو هو سياسي مكسيكي، ولد في 3 نوفمبر 1962 في ولاية نويفو ليون في المكسيك. نشط حزبياً في حزب العمل الوطني. وقد انتخب عضو مجلس النواب المكسيك ‏.